# 李汝霖 (康熙进士)
李汝霖，永城人，清朝政治人物。同进士出身。

## 生平
康熙四十八年（1709年）己丑科進士。雍正五年（1727年）接替张翔凤任建宁府知府一职，同年由庄令翼接任。